# アパッチ (芸能プロダクション)
株式会社アパッチ（APACHE co.ltd.）は、東京都目黒区に所在する日本の芸能事務所。

## 所属タレント
apache
- 大森南朋
- 水澤紳吾
- 平山祐介
- 成田瑛基
- 本田大輔
- 原田裕章
- 川畑和雄
- 佐々木一平
- 中村元気
- 山岸健太
- 田辺敦
- 横山遥奈
- 新井郁
- 重松りさ